# Ignaccolo-Zenide vs. România
Cauza Ignaccolo-Zenide vs. România (petiția numărul 31679/96 din 11 ianuarie 2000) reprezintă o cazuistică importantă a Curții Europene a Drepturilor Omului cu privire la încălcarea articolului 8 din Convenția Europeană a Drepturilor Omului anume Dreptul la respectarea vieții private și de familie. 
În acest caz judecătorii de la Strasbourg au emis următoarea concluzie, cu aplicabilitate mai largă: "autoritățile trebuie să țină seama de interesele, de drepturile și libertățile minorului, în special de interesul superior al copilului, iar în ipoteza în care contactele cu părinții riscă să amenințe aceste interese sau să încalce drepturile respective, autoritățile naționale trebuie să vegheze la stabilirea unui raport de proporționalitate între ele".

## Decizia Curții
Pe parcursul deciziei, Curtea a amintit că art. 8 implică și unele obligații pozitive pentru a asigura exercitarea reală a vieții de familie. În acest sens, Curtea amintește a amintit că art. 8 implică dreptul părintelui de avea la dispoziție măsuri eficace pentru a i se asigura dezvoltarea raporturilor legale cu copilul său. Această obligație nu este una absolută, întrucât reunirea unui părinte cu copilul său după o perioadă mai lungă de timp poate impune anumite pregătiri. Natura și întinderea acestora depinde de circumstanțele fiecărei spețe, iar obligația statelor de a recurge la forța lor coercitivă este limitată. În realitate, statul a considerat că aceste obligații ale statelor trebui să țină cont de drepturile și interesele persoanelor vizate, în special de interesul superior al minorului. Curtea admite că atunci când contactul cu părinții riscă să pună în primejdie aceste interese, autoritățile naționale au sarcina de a veghea la asigurarea unui just echilibru între interesele aflate în joc.
În speță, Curtea a analizat dacă autoritățile naționale au luat toate măsurile rezonabile de a executa decizia din 14 decembrie 1994. Curtea a constatat că, din ianuarie 1995 executorii judecătorești nu s-au deplasat decât de două ori pentru a încercarea executarea hotărârii, existând și o perioadă de inactivitate completă între decembrie 1995 și ianuarie 1997. Pe de altă parte, statul român nu a luat nicio măsură coercitivă la adresa fostului soț al reclamantei ori alte măsuri utile pentru executarea hotărârii, precum asistența psihologică a copilului. De aceea, Curtea a constatat că statul român și-a neglijat obligațiile pozitive impuse prin prevederile art. 8 din Convenție.

## Descrierea cazului
Reclamanta, cetățean francez, a fost căsătorită cu un bărbat având dublă cetățenie, română și americană. În urma divorțului celor doi, instanța a decis să încredințeze copiii reclamantei. În vara lui 1990, cei doi copii au mers în vacanță în SUA la tatăl lor, care a refuzat la finele perioadei de vizită să le permită întoarcerea la mama lor. După ce și-a schimbat domiciliul de mai multe ori, pentru a se ascunde de autoritățile americane, sesizate în baza Convenției de la Haga privind răpirea internațională de copii, fostul soț al reclamantei a reușit să fugă în martie 1994 în România, unde locuiește de la acel moment. Printr-o ordonanță președințială din 14 decembrie 1994, o instanță a dispus returnarea copiilor către reclamantă. Totuși, eforturile acesteia de a asigura punerea în executare a deciziei instanței s-au soldat cu un eșec. Din 1990, reclamanta și-a văzut copii o dată, cu ocazia unei întâlniri organizate de autoritățile române în 29 ianuarie 1997.

## Utilizare de către justiția română
Cauza Ignaccolo-Zenide vs. România este des citată în instanțele românești în sentințele pe care acestea le emit, în special cu privire la cererile de a proteja minorii împotriva scoaterii lor ilicite din țară: "măsura de a obliga reclamanta pârâtă să solicite acordul pârâtului reclamant la părăsirea țării împreună cu unul dintre copii este justificată și obligația pozitivă a statului de a ocroti viața de familie, astfel cum a fost reglementată de art.8 CEDO și detaliată de jurisprudența Curții, în cazuri precum Monory împotriva României și Ungariei sau Ignaccolo-Zenide împotriva României, în măsura în care părăsirea țării de către mamă împreună cu vreunul dintre copii ar afecta dreptul pârâtului reclamant de a păstra legătura cu copilul" (a se vedea sentința civilă nr. 3268 pronunțată de către Judecătoria Sector 5 București)